# Mateusz Romer
Mateusz Romer (Römer) herbu własnego (zm. 4 maja 1715) – podkomorzy trocki w latach 1708–1715, chorąży trocki w latach 1701–1708, surogator grodzki trocki w latach 1697–1698, sędzia ziemski trocki w latach 1691–1701, podsędek trocki w latach 1690–1691, podstoli inflancki w 1678 roku, starosta sumiliski w 1697 roku, dyrektor trockiego sejmiku relacyjnego 1710 roku, dyrektor trockiego z recessu sejmiku gromnicznego 1711 roku, dyrektor trockiego sejmiku gospodarczego 1711 roku.
Deputat województwa trockiego do rady stanu rycerskiego rokoszu łowickiego w 1697 roku. Był elektorem Augusta II Mocnego w 1697 roku z województwa trockiego. Był konsyliarzem województwa trockiego w konfederacji sandomierskiej 1704 roku. 